# SAPO (компьютер)

Artistic representation of the SAPO computer

SAPO (акроним от чеш. samočinný počítač, рус. автоматический компьютер) — первый чехословацкий компьютер (экспериментальный прототип). Релейный. Работал в 1958—1960 годах в Научно-исследовательском институте математических машин (чеш., VUMS) Академии наук ЧССР
. Примечательностью SAPO было использование развитой для того времени системы обеспечения отказоустойчивости, предвосхитившей появление и развитие направления 1970-х гг. — «Fault tolerant systems».

## История

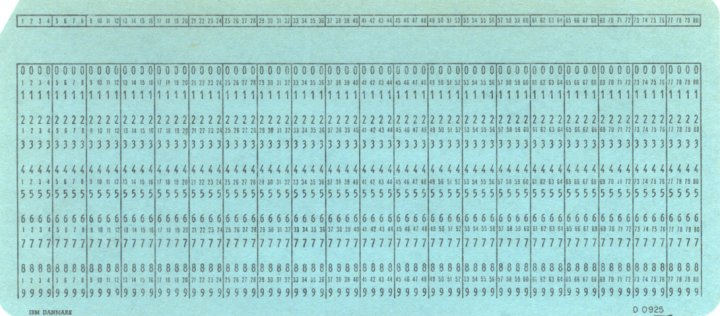
Перфокарта, формат IBM

Проектирование SAPO было начато 1950 году и завершено в 1951-м командой во главе с родоначальником кибернетики в Чехословакии Антонином Свободой (чеш.) у которого был опыт, приобретенный в США, где он работал в MIT до 1949 года. Фактическую реализацию SAPO удалось осуществить лишь через несколько лет, он был введён в эксплуатацию в конце 1957—1958 года. Работал до февраля 1960 года, когда случилось возгорание блока реле: воспламенилось смазочное масло от искры, возникшей в одном из реле. После этого было решено не ремонтировать компьютер из-за его устаревания.

## Технические характеристики
- вычислительная скорость была 10000 операций/час (около трех операций в секунду);
- три независимых исполнительных устройства (операционных блоков), которые, в свою очередь, использовались для непрерывного контроля вычислений путем тройного резервирования (при ошибке на выходе одного блока — исправление ошибки по принципу голосования 2 из 3-х, при несовпадении всех 3-х результатов — сообщение оператору об ошибке);
- 5 арифметических команд с адресами (1-й операнд, 2-й операнд, один для результата и адрес следующей инструкции в случае положительного или отрицательного результатов);
- ОЗУ было сформировано посредством магнитного барабана емкостью 1024 32-разрядных слов (32 кбит, скорость вращения — около 3000 об/мин (50 об/сек);
- содержал в общей сложности 7000 реле (операционные блоки — 3x2000 реле, контроллер — 1000 реле), 380 ламп (в усилителях периферийных устройств) и 150 диодов;
- занимал площадь 100 м2 и был расположен в здании № 3 на площади Лорето (чеш.) в Праге;
- использовал формат представления чисел с плавающей запятой;
- устройство ввода данных — считыватель перфокарт;
- электрическая пишущая машинка (печатающее устройство) для вывода данных;
- перфоратор;